# Christ de Vũng Tàu
Le Christ de Vũng Tàu est une statue monumentale en béton représentant Jésus-Christ, située sur le mont Nho à Vũng Tàu (anciennement Cap Saint-Jacques), au sud du Viêt Nam (Province de Bà Rịa-Vũng Tàu, région de Đông Nam Bộ). Œuvre de l'Association Catholique, la construction a commencé en 1974 du temps de la république du Sud Viêt Nam, mais n'a été achevée qu'en 1993.

## Dimensions
La statue mesure 32 mètres de haut, et se trouve sur une plateforme de 4 mètres, soit 36 mètres de haut pour le monument total. Les deux bras tendus ont une envergure de 18,3 mètres. Un escalier de 133 marches se trouve à l'intérieur de la statue. Des carrières de sable et de gravier entament la colline sur laquelle la statue est érigée. À cause de la surexploitation, notamment sur le côté méridional, la stabilité des fondations de la statue est menacée.

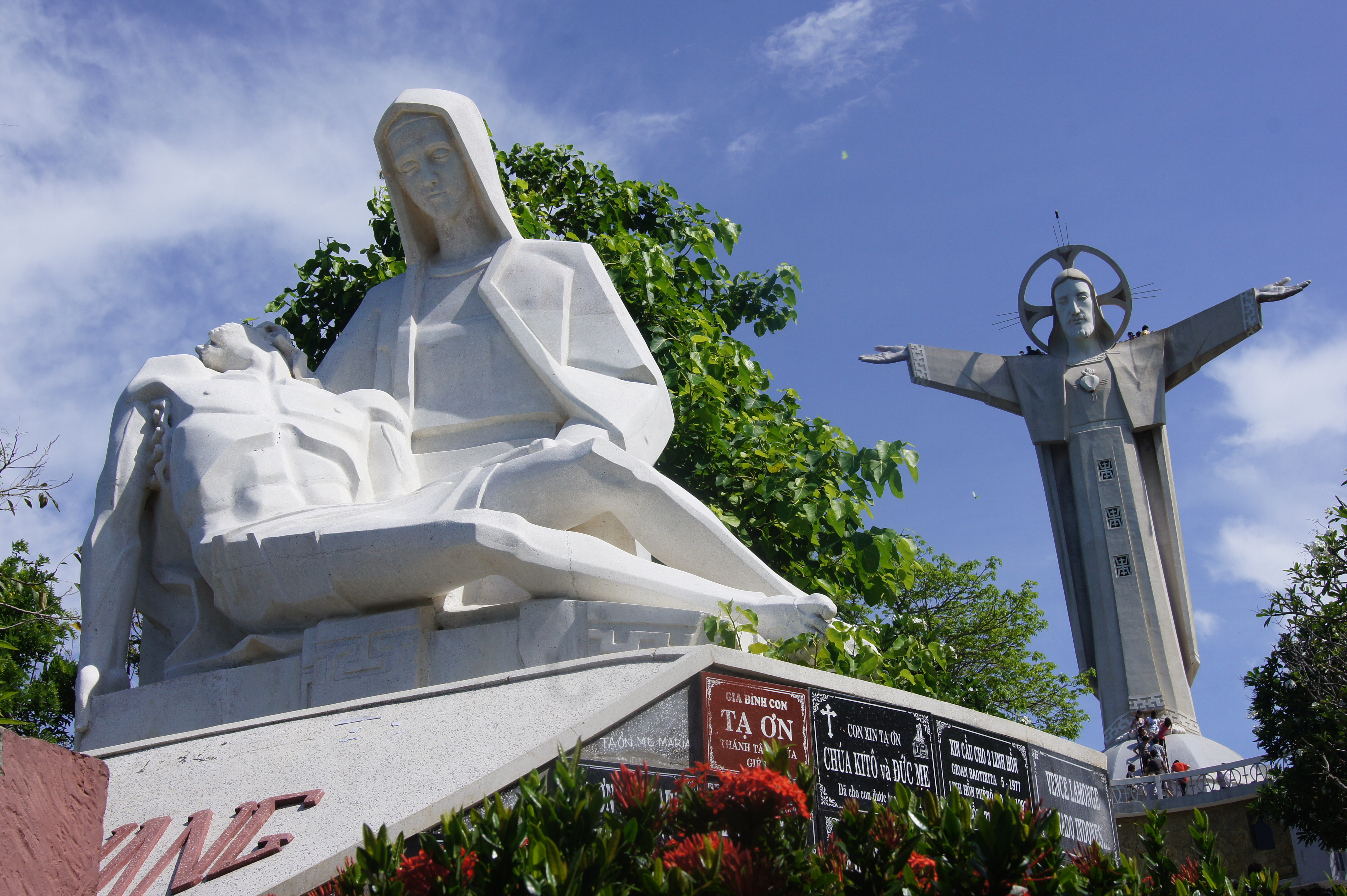
Statue de Notre-Dame des Douleurs devant la statue du Christ.

### Article lié
- Église catholique au Viêt Nam